# Olga Kharlampovich
Olga Kharlampovich (1958) é uma matemática russo-canadense que trabalha na área de teoria dos grupos. Ela é professora da CUNY Graduate Center e do Hunter College. Antes disso, lecionou matemática na Universidade McGill, em Montreal, no Canadá, onde trabalha desde 1990. É conhecida principalmente por seu exemplo de uma finitude apresentada em 3-passos de grupo solucionáveis com o problema da palavra (soluçãodo problema de Novikov–Adian)  e pela solução, juntamente com A. Myasnikov da conjectura de Tarski (a partir de 1945) sobre a equivalência de primeira ordem de finitude não abeliana de grupos livres (também resolvidos por Zlil Sela) e decidabilidade desta teoria comum.
Ela recebeu seu Ph. D. da Leningrado State University (seu orientador de doutorado foi Lev Shevrin) e o "Doutor em Ciências", em 1990, a partir do Instituto Steklov de Moscou. Antes de seu compromisso atual, ela teve uma posição na Universidade do Estado de Ural, Ekaterinburg, na Rússia. 
Por seu trabalho de graduação no problema  Novikov–Adian ela foi premiada, em 1981, com uma Medalha da Academia Soviética de Ciências. Ela deu uma resposta negativa a uma pergunta, colocada em 1965 por Kargapolov e Mal'cev sobre a decidabilidade algorítmica da teoria universal da classe de todos os finitos de grupos nilpotentes.
Kharlampovich foi premiada em 1996 com o Krieger–Nelson Prêmio. A Geometria algébrica para grupos que foi introduzida por Baumslag, Myasnikov, Remeslennikov  e Kharlampovich 
tornaram-se uma das novas orientações de investigação em teoria combinatória dos grupos. Ela foi premiada em 2015 com o Prêmio Mal'cev  por uma série de obras fundamentais do modelo teórico de problemas em álgebra. 